# Donald Adamson

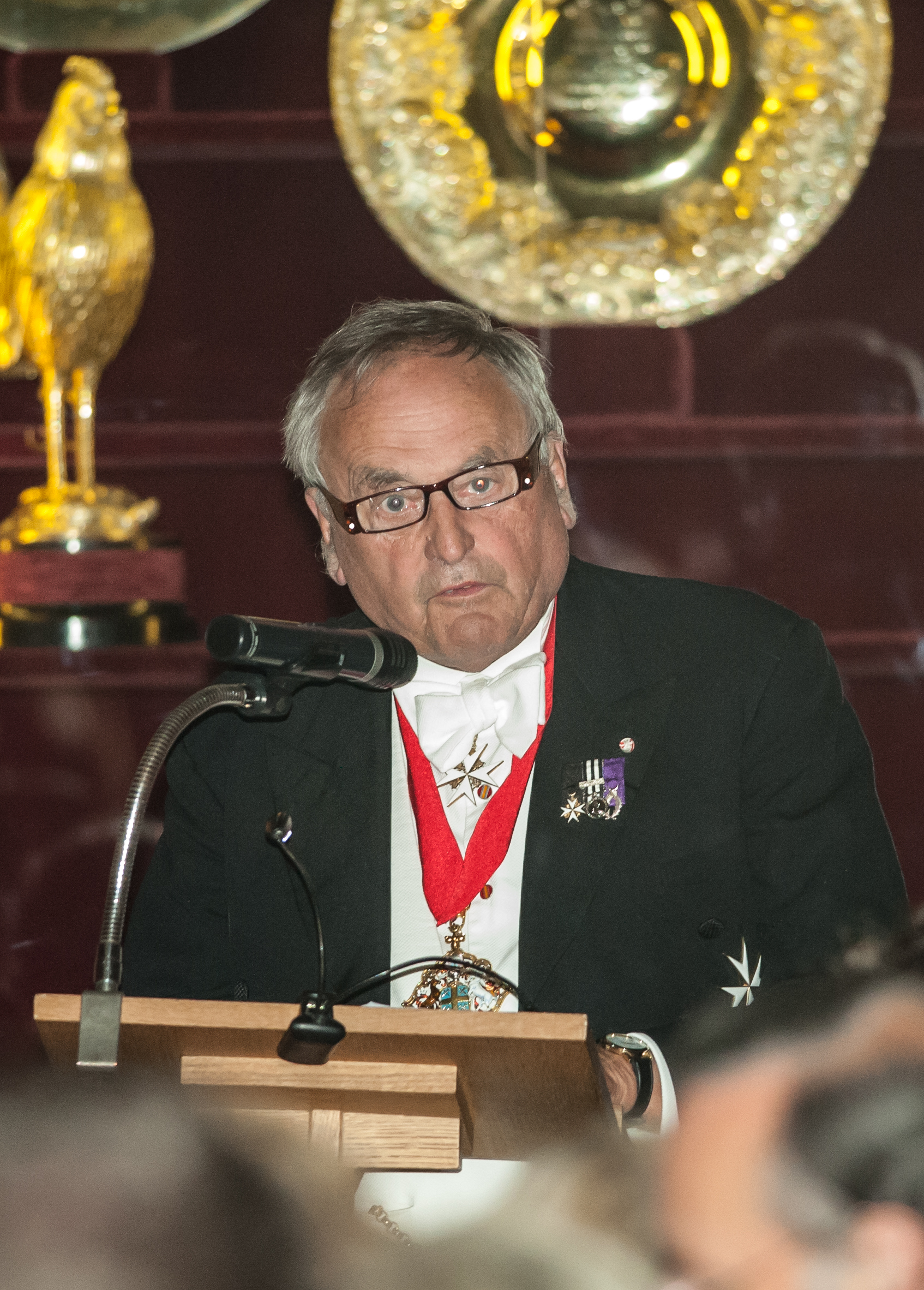
Dr Donald Adamson in 2013

Donald Adamson (Lancashire, 30 maart 1939 – Cornwall, 18 januari 2024) was een Brits historicus, biograaf en schrijver. Zijn specialiteit was de Franse literatuur.

## Levensloop
Adamson volgde in Manchester de grammar school en studeerde in Oxford moderne talen aan het Magdalen College. In 1971 behaalde hij zijn DPhil.
Hij vertaalde uiteenlopende Franstalige literatuur en historische boeken en schreef een biografie over Blaise Pascal, een Franse wis- en natuurkundige, christelijk filosoof, theoloog en apologeet.
In 1969 tot 1989 was hij hoogleraar (docent) aan de Universiteit van Londen. Adamson werd in 1989 gekozen tot Visiting Fellow van Wolfson College in Cambridge.
Van 1983 tot 2009 was hij werkzaam bij het Engelse Justice of the Peace. In de periode 2012–2013 was hij meester van de Worshipful Company of Curriers (de Londense gilde der leerlooiers, huidenvetters).
Adamson overleed op 18 januari 2024 in Polperro op 84-jarige leeftijd.

## Onderscheidingen
- Ridder in de Orde van de Academische Palmen (1986)
- Ridder van Justitie in de Eerwaarde Orde van Sint-Jan (1998)
- Kruis van Verdienste in de Orde "Pro Merito Melitense" (2013)
- Officier in de Orde van Kunsten en Letteren (2022).[5]